# Tausch

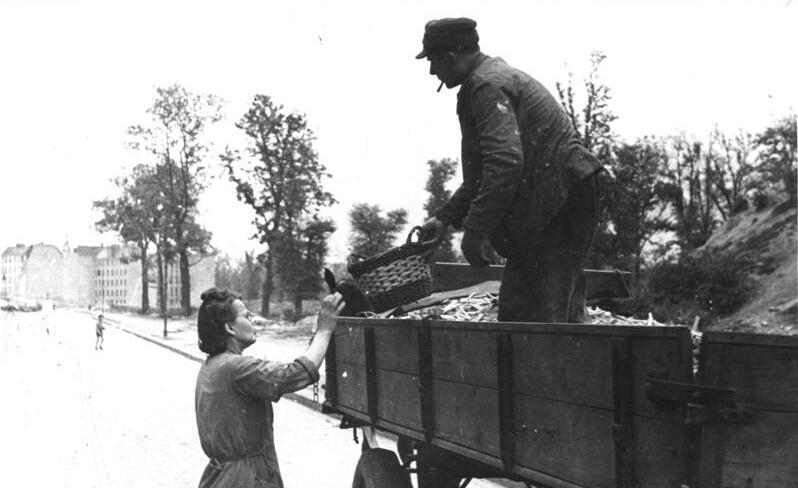
Ein Tausch von Brennholz gegen Kartoffelschalen, 1947

Tausch ist eine rechtswirksame gegenseitige Übertragung von Waren, Dienstleistungen und/oder Werten zwischen natürlichen und/oder juristischen Personen. Ein Tausch wird abgegrenzt von der Gabe und von der Schenkung durch das jeweils einseitige aktive Handeln aus eigenen Motiven.

## Etymologie
Das Substantiv Tausch ist aus dem Verb tauschen im Wege der Rückbildung entstanden. Das neuhochdeutsche Verb tauschen geht zurück auf das mittelhochdeutsche tuschen in der Bedeutung von unwahr reden, lügnerisch versichern, anführen. Die heute allein übliche Bedeutung Waren oder dergleichen auswechseln, gegen etwas anderes geben hat sich im 15. Jahrhundert hieraus entwickelt. Das Hauptwort Tausch hat dann Zusammensetzungen erst möglich gemacht, wie zum Beispiel:
- Tauschbrief[2]
- Tauschgeschäft
- Tauschbörse
- Tauschvertrag
- Tauschwert
- Tauschwirtschaft
- Tauschhandel

## Ökonomischer Tausch
Ein Tausch ist oft mit Transaktionskosten verbunden.
Ein Tausch kann auch ohne ökonomische Interessen stattfinden.
Die Austauschtheorie (Exchange theory) bezeichnet die Erklärung des Verhaltens in sozialen Beziehungen auf der Grundlage von Belohnungen und Kosten, die in der Interaktion von zwei oder mehr Interaktionspartnern entstehen. Es gibt verschiedene Versionen der Austauschtheorie. Die bestausgearbeitete wurde etwa 2003 von John W. Thibaut und Harold H. Kelley vorgelegt.
Der Ansatz von George C. Homans (1961) (s. Fischer & Wiswede, 2009) findet in der Soziologie und Wirtschaftswissenschaft Beachtung.

### Recht
Der Tausch beruht auf den gesellschaftlichen Institutionen des Eigentums- und des Vertragsrechtes. Das BGB verweist im § 480 direkt auf den Kauf und behandelt den Tausch lediglich mit einem Satz:
Auf den Tausch finden die Vorschriften über den Kauf entsprechende Anwendung.
Voraussetzung für die rechtliche Wirksamkeit eines Tausches die Einigung der Tauschparteien über die Tauschobjekte und über die Modalitäten der Eigentumsübertragung. Auch die üblichen Kategorien von Angebot und Annahme können beim Tausch zum Zuge kommen und ebenso die Formvorschriften. So erfordert der Vertrag über einen Grundstückstausch die notarielle Beurkundung.

### Wert
Beim ökonomischen Tausch spielen die Vorstellungen vom Wert der Objekte eine zentrale Rolle. Die Tauschparteien werden dem Tauschgegenstand jeweils einen unterschiedlichen Wert beimessen, der auch standpunktabhängig sein kann (je nachdem ob jemand Anbieter oder Nachfrager ist). Ein vereinbarter Tauschpreis liegt oft zwischen Angebotspreis und zunächst gebotenem Preis; er ist oft ein Kompromiss (siehe auch Feilschen).
Der ökonomische Tausch ist zugleich ein Geschäft unter dem Aspekt der Reziprozität: Der Wert von Gütern und Dienstleistungen wird anhand eines objektiven ökonomischen Tauschwertes und weniger von sozialen Bindungen oder Verpflichtungen ermittelt. Eine Ausnahme bildet der Tausch von Kunstobjekten, für die eigene Gesetzmäßigkeiten der Wertermittlung gelten. Aber auch hier kann der Wert, dem eine Partei dem Tauschobjekt zumisst (Limit), für die jeweils andere Tauschpartei eher unbekannt sein. Ein Beispiel:
Anton besitzt eine Havanna-Zigarre, die für ihn als Nichtraucher 2 € wert ist. A würde also unterhalb eines Wertes von 2 € nicht tauschen wollen. Bruno ist Raucher und weiß deshalb, dass Antons Zigarre im Laden 7 € kostet. B würde also bis maximal 7 € dafür bieten. Da er jedoch nicht weiß, wie viel die Zigarre für Anton wert ist, bietet er dem Leser Anton ein Taschenbuch im Wert von 5 € an. Wenn Anton dem Handel ohne weiteres Feilschen zustimmt, dann resultiert daraus ein Tauschvorteil von 2 € für Bruno und ein Tauschvorteil von 3 € für Anton.
Weil beim ökonomischen Tausch beide Vertragspartner einen Tauschvorteil haben, besteht meist keine Bereitschaft zur Rückübereignung. Im Gegensatz zum Äquivalenztausch gibt es beim ökonomischen Tausch keine feststehenden Preise, sondern Preisintervalle, die die Grenzen der Tauschbereitschaft (Limits) von Anbieter und Nachfrager markieren. Überschreitet das Limit des einen das des anderen, wird folglich kein Tausch zustande kommen:
p: tatsächlicher Preis;
{\displaystyle L_{A}}: Limit des Anbieters;
{\displaystyle L_{N}}: Limit des Nachfragers
Preisintervall: {\displaystyle L_{A}\leq p\leq L_{N}}
Das Preisintervall ist beiden Tauschpartnern unbekannt. Zur Preisbildung kommt es durch Feilschen. Dabei versuchen die beiden Tauschparteien jeweils das größere Stück des unbekannten Tauschvorteils tv zu bekommen.
gesamter Tauschvorteil: {\displaystyle tv=L_{N}-L_{A}}
Tauschvorteil des Anbieters: {\displaystyle tv_{A}=p-L_{A}}
Tauschvorteil des Nachfragers: {\displaystyle tv_{N}=L_{N}-p}
Der tatsächliche Preis kann von keiner der beiden Tauschparteien eingeschätzt werden. Die bestmögliche Schätzung (Erwartungswert) ist das arithmetische Mittel der Limits.
Erwartungswert: {\displaystyle ew={\frac {1}{2}}*\left(L_{N}+L_{A}\right)}
Der ökonomische Tausch von fungiblen Gütern wird seit langem in großem Stil an Börsen praktiziert. Käufer und Verkäufer gehen mit festen Limits an den Markt oder kaufen billgst (= "kaufe zu jedem Preis") bzw. verkaufen "bestens (= "verkaufe für jeden Preis").
Als Preis ermittelt ein Börsenmakler oder eine Software den Preis, an der der größte Umsatz zustande kommt. Diesen Preis nennt man Börsenkurs oder kurz 'Kurs'.

### Natura
Wenn Tauschobjekte in natura getauscht werden, dann spricht man von Naturaltausch.
Geld (= allgemein anerkanntes Zahlungsmittel) oder andere allgemein anerkannte Tauschgüter (z. B. Gold) erleichtern das Tauschen erheblich. Beim Naturaltausch der Objekte müssen immer (zwei oder mehr) Tauschparteien zusammenfinden, deren Nachfrage(n) bzw. Angebot(e) zueinander passen.
Beispiel:
Anbieter Anton will eine Menge Naturalien, z. B. Holz, abgeben, die Nachfrager Bruno für seinen Kamin dringend braucht. Sein Gegenangebot besteht aus Obst und Gemüse, was Anton als Vegetarier haben möchte. Anton und Bruno müssen sich vor allem über die äquivalenten Mengen einig werden, was viel Zeit in Anspruch nehmen kann.
Dem Naturaltausch haftet also im Vergleich zum Tausch Ware gegen Geld eine niedrige Umsatzgeschwindigkeit an. Gleichwohl gibt es immer wieder Episoden in der Wirtschaftsgeschichte, in denen eine Naturalwirtschaft eine nicht mögliche Geldwirtschaft verdrängt. Das gilt vor allem für Notzeiten, so zum Beispiel für die ersten Jahre nach dem Zweiten Weltkrieg, in denen der Schwarzmarkt blühte.